# داریل مونرو
داریل مونرو (انگلیسی: Darryl Monroe؛ زادهٔ ۳۰ ژانویهٔ ۱۹۸۶) بازیکن بسکتبال اهل ایالات متحده آمریکا است.